# Stazione di Piana
Stazione di Piana vasútállomás Olaszországban, Piana Crixia településen.

## Vasútvonalak
Az állomást az alábbi vasútvonalak érintik:
- Alessandria–San Giuseppe di Cairo-vasútvonal

## Kapcsolódó állomások
A vasútállomáshoz az alábbi állomások vannak a legközelebb:
- Stazione di Dego
- Stazione di Merana